# Paul Bromme
Paul Bromme (ur. 24 grudnia 1906 w Ronneburgu, zm. 9 lutego 1975) – niemiecki polityk należący do Socjaldemokratycznej Partii Niemiec (SPD).
Od 1949 do 1953 roku był deputowanym do Bundestagu z ramienia SPD. Wybrany z okręgu wyborczego w Lubece. W latach 1954 – 1971 był także członkiem parlamentu Szlezwiku – Holsztyna.